# Siasi
Siasi (Bayan ng Siasi) är en kommun i Filippinerna. Kommunen ligger på ön Suluöarna, och tillhör provinsen Sulu. Folkmängden uppgår till 59 069 invånare.

## Barangayer
Siasi är indelat i 51 barangayer.
| - Bakud - Buan - Bulansing Tara - Bulihkullul - Campo Islam - Duggo - Duhol Tara - East Kungtad - East Sisangat - Ipil - Jambangan - Kabubu - Kong-Kong Laminusa - Kud-kud - Kungtad West - Latung - Luuk Laminusa | - Luuk Tara - Manta - Minapan - Nipa-nipa - North Laud - North Manta - North Musu Laud - North Silumpak - Pislong - Poblacion (Campo Baro) - Punungan - Puukan Laminusa - Ratag - Sablay - Sarukot - Siburi - Singko | - Siolakan - Siowing - Sipanding - Sisangat - Siundoh - South Musu Laud - South Silumpak - Southwestern Bulikullul - Subah Buaya - Tampakan Laminusa - Tengah Laminusa - Tong Laminusa - Tong-tong - Tonglabah - Tubig Kutah - Tulling |